# Nglarangan (Kauman)
Nglarangan is een bestuurslaag in het regentschap Ponorogo van de provincie Oost-Java, Indonesië. Nglarangan telt 365 inwoners (volkstelling 2010).